# Culex tarsalis
Culex tarsalis (Coquillett, 1896), anche nota come zanzara dell'encefalite occidentale (Western Encephalitis Mosquito) è una specie di zanzara presente in Nord America. La specie è caratterizzata da strisce bianche e nere sulle zampe.
La zanzara è un vettore significativo dei virus dell'encefalite di Saint-Louis e dell'encefalite equina dell'Ovest nella parte ovest degli Stati Uniti, nonché un vettore comprovato del virus del Nilo occidentale.
Negli habitat urbani della California, la popolazione di Culex tarsalis aumenta in seguito alle piogge, ed è stata identificata non solo come vettore per virus zoonotici, ma anche per i parassiti della malaria aviaria, cioé particolari specie di Plasmodium che infettano i volatili selvatici.